# Israelische Eishockeyliga 1997/98
Die Saison 1997/98 war die fünfte Spielzeit der israelischen Eishockeyliga, der höchsten israelischen Eishockeyspielklasse. Meister wurde zum ersten Mal in der Vereinsgeschichte überhaupt der HC Maccabi Amos Lod.
Topscorer wurde Lev Sudat mit 42 Punkten, darunter 20 Toren, vom Meister HC Maccabi Amos Lod. Den zweiten Platz belegte sein punktgleicher Mannschaftskamerad Dima Putilov (18 Tore und 24 Assists).

## Modus
In der Hauptrunde absolvierte jede der sieben Mannschaften insgesamt zwölf Spiele. Die vier bestplatzierten Mannschaften qualifizierten sich für die Playoffs, in denen der Meister ausgespielt wurde. Für einen Sieg erhielt jede Mannschaft zwei Punkte, bei einem Unentschieden gab es ein Punkt und bei einer Niederlage null Punkte.

## Hauptrunde
|    | Klub                | Spiele | Tore  | Punkte |
| -- | ------------------- | ------ | ----- | ------ |
| 1. | HC Maccabi Amos Lod | 12     | 83:24 | 22     |
| 2. | HC Metulla          | 12     | 54:30 | 17     |
| 3. | HC Haifa            | 12     | 56:29 | 16     |
| 4. | HC Bat Yam          | 12     | 32:43 | 10     |
| 5. | Lions Jerusalem     | 12     | 37:56 | 10     |
| 6. | HC Holon            | 12     | 26:59 | 5      |
| 7. | HC Ramat Gan        | 12     | 25:68 | 2      |

## Playoffs

### Halbfinale
- HC Maccabi Amos Lod – HC Bat Yam 4:2/5:3
- HC Haifa – HC Metulla 3:3/4:6

### Finale
- HC Maccabi Amos Lod – HC Metulla 7:6/8:4